# تلمبه اکبر رشید فرخی
{{Infobox settlement
|official_name=تلمبه اکبر رشید فرخی
|settlement_type=روستا
|subdivision_type=کشور
|subdivision_name= ایران|subdivision_type1=استان
|subdivision_name1=استان کرمان
|subdivision_type2=شهرستان
|subdivision_name2=شهرستان بردسیر
|subdivision_type3=بخش
|subdivision_name3=بخش مرکزی شهرستان بردسیر
|subdivision_type4=دهستان
|subdivision_name4=دهستان فرخدشت
|leader_titleرشیدفرخی
ا|leader_name=اکبر رشیدفرخی
|established_title=مزرعه رشیدفرخی
|established_date=۱۳۴۰ area_total_km2= متر مربع۴۰۰۰۰
|area_footnotes=
|population_as_of=۲۰۰۶
|population_total=
|population_density_km2=auto
|timezone=ساعت رسمی ایران
|utc_offset=+۳:۳۰
|timezone_DST=ساعت رسمی ایران
|utc_offset_DST=+۴:۳۰
|coordinates=
|elevation_m=
|area_code=
|website=
|footnotes=
}}
تلمبه اکبر رشید فرخی یک منطقهٔ کشاورزی-دامداری-گلخانه هیدروپونیک -اسب سواری در ایران است که در  کرمان واقع شده‌است.